# Бастианини, Джованни
Джованни Бастианини (итал. Giovanni Bastianini; 17 сентября 1830, Камерата, Фьезоле — 29 июня 1868, Флоренция) — итальянский скульптор известный своими произведениями в историческом стиле, многие из которых выдавались за произведения эпохи Возрождения. История его саморазоблачения как автора подделок — первый широко известный скандал.

## Биография

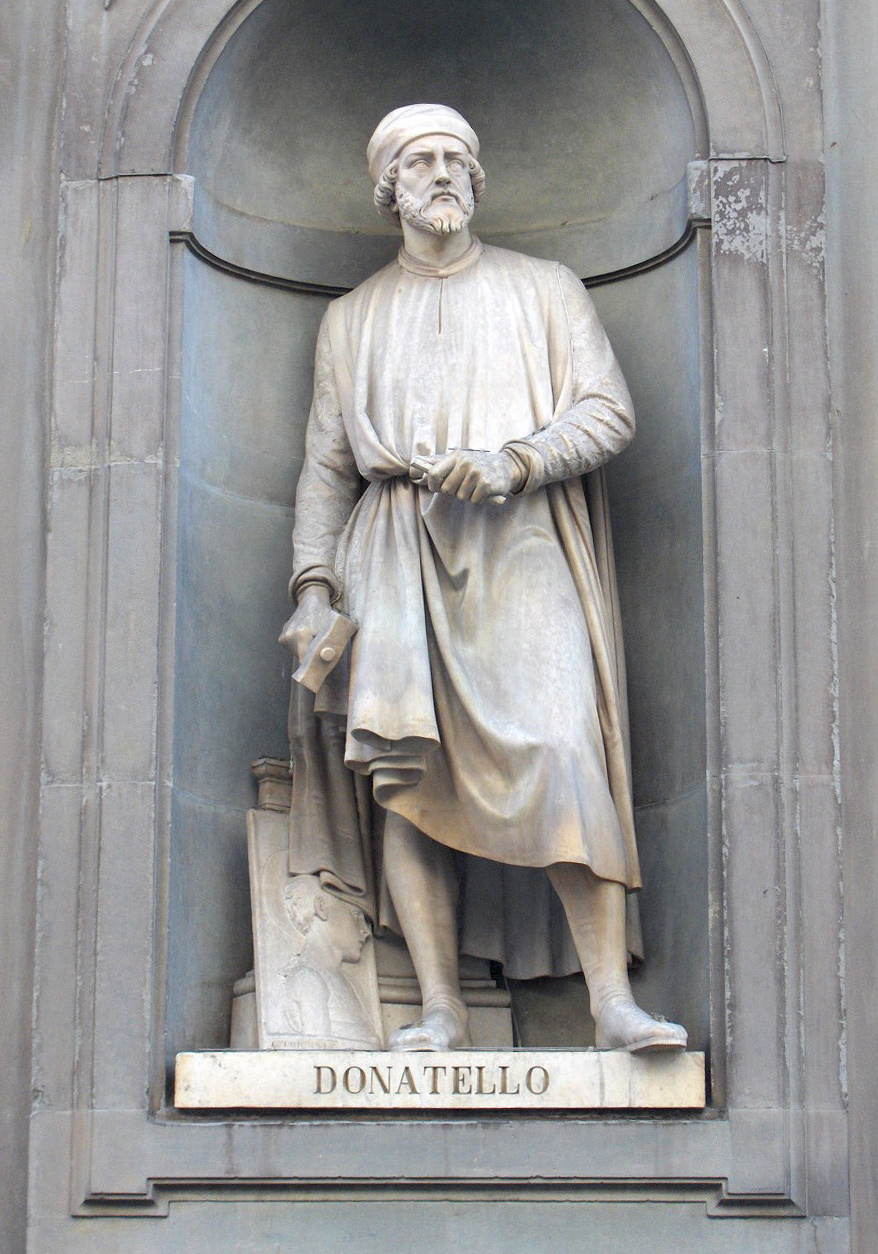
Донателло. Скульптура в Уффици

Родился 17 сентября 1830 г. в 8 км от Флоренции, в местечке Камерата муниципалитета Фьезоле, в бедной семье, и поэтому ещё ребёнком стал работать на каменоломнях. В 13 лет его заметил Франческо Ингирами (Francesco Inghirami; 1772—1846), археолог, фьезольский издатель альбомов, посвящённых этрусским древностям. В его магазине Бастианини познакомился с искусством и впервые попробовал себя в ремесле. Обнаружив в помощнике талант, издатель отправил его получать образование во Флоренцию, где в 1844—1845 гг. юный Бастианини посещал студию одного из лучших скульпторов Пио Феди (Pio Fedi, 1816—1892). Позже, в 1845—1848 гг., будучи подмастерьем у Джироламо Торрини (Girolamo Torrini, ок. 1800—1858), участвовал в создании статуи Донателло. В это время он развивал свои способности, подражая старым мастерам. Дарование Бастианини заметил арт-дилер Джованни Фреппа (Giovanni Freppa, 1795—1870); их первый контракт предполагал, что скульптор получит 2 лиры в день, комнату, мастерскую, материалы, уроки грамоты, письма, арифметики в обмен на исключительность Фреппы в качестве его агента. Молодой скульптор быстро освоил азы общего образования, что позволило ему перейти к изучению специальной литературы. Их сотрудничество продлилось с 1848 по 1866 годы. В период 1866—1868 гг. скульптор выполнял официальные заказы.

## Скандал и саморазоблачение
В 1860-е годы скульптор создаёт серию терракотовых бюстов подражающих старым мастерам. Успех имел бюст Савонаролы, созданный Бастианини в 1863 году, окрашенный и состаренный скульптором Франческо Гайарини, его поместили на флорентийской вилле Ингирами, где он был «обнаружен» выдающимся флорентийским торговцем произведениями искусства Каппони и куплен для англичан. В 1864 Джованни Фреппа заказывает скульптору бюст поэта Джироламо Бенивени. Выставленная с большим успехом в Париже как «школа Верроккьо» скульптура, она была куплена графом Ньёверкерке для Лувра на аукционе за сумму превышающая ту, которую до этого заплатили за Венеру Милосскую. Узнав, сколько выплатили за его работу, Бастианини заявил о своём авторстве. Ньёверкерке, тогда главный директор национальных музеев Франции, борясь за свой авторитет, потребовал доказательств. Бастианини был готов приехать в Париж и продемонстрировать своё мастерство. В возрасте 38 лет, скульптор умер во Флоренции, где и был похоронен.

## Казус Бастианини

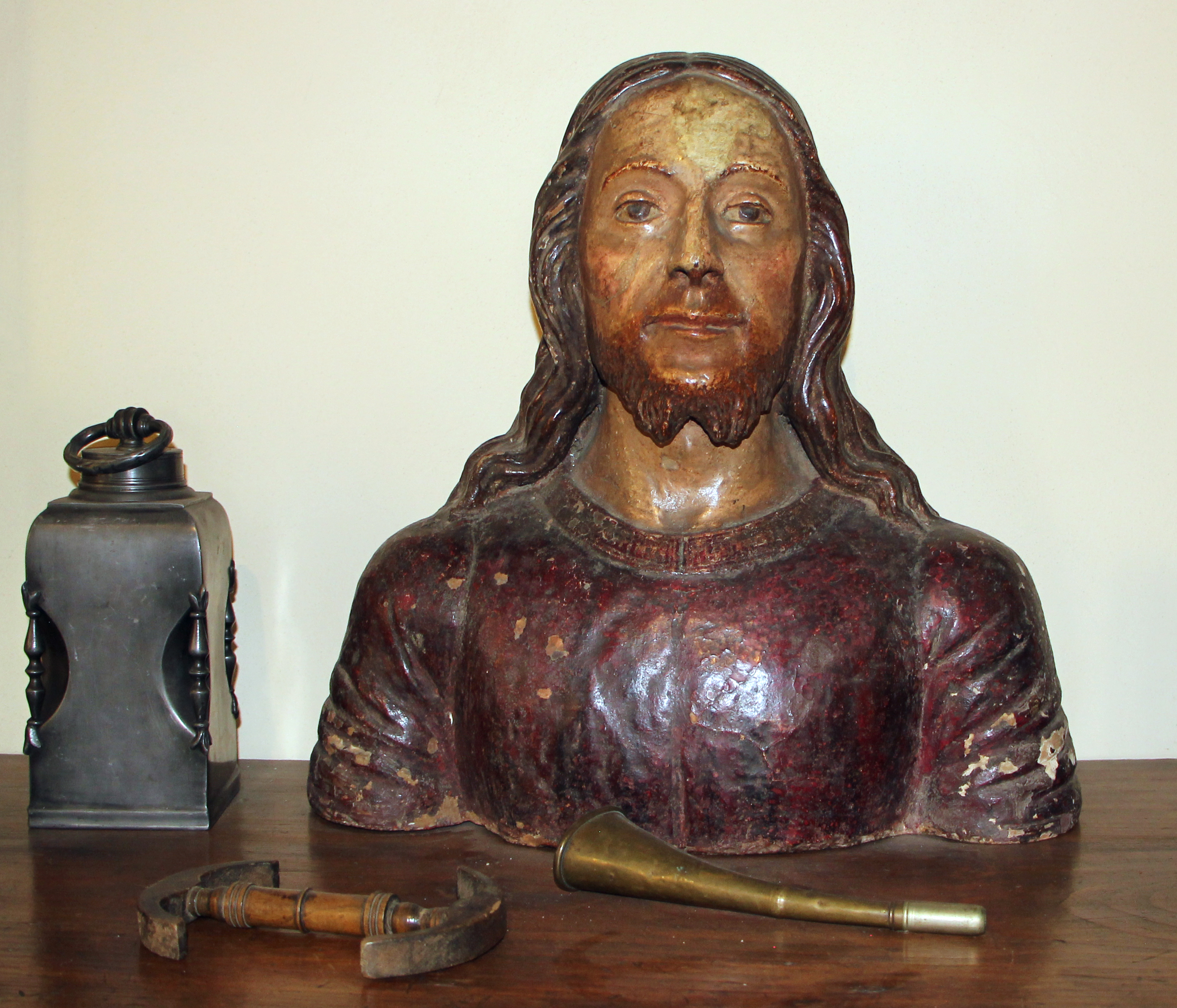
Скульптура Бастианини в неоренессансной манере

С момента саморазоблачения «дело Бастианини» не оставляет равнодушным исследователей арт-рынка и историков искусства. Основной вопрос — виновен или не виновен Бастианини? Сначала, в рамках актуальной полемики, оформилась обличительная публицистика. Затем, в конце XIX — начале XX века, прошли публикации на основе воспоминаний очевидцев событий в защиту флорентийского скульптора. В середине XX в. за дело взялись искусствоведы, историки искусств, тон задал директор Музея Виктории и Альберта сэр Джон Виндхам Поуп-Хеннесси, знаменитый исследователь и каталогизатор итальянской скульптуры. К этой «критической» волне можно отнести и отечественную публикацию С. О. Андросова в сборнике «Музей 2». B начале XXI в. стараниями Аниты Московиц оправдательная аргументация набирает силу. В целом меняется взгляд на события 150-летней давности, «дело Бенивиени» помещается в значительно более широкий контекст.

Анита Московиц сравнивает аргументы за и против.

Невиновность Бастианини подтверждают следующие факты:

1 Не был благополучателем, доказательство тому — разница сумм, полученных скульптором, которые были выплачены музеями в двух главных скандалах: 1) бюст Джироламо Бенивиени куплен для Лувра в 1865 г. за 13 600 франков, когда авторский гонорар составил — 300 франков; 2) бюст Джироламо Савонарола куплен для Музея Виктории и Альберта за 10 000 франков, гонорар автора — 500 франков.

2. Работал открыто. По воспоминаниям современников, они видели его произведения ещё на стадии изготовления, назывались люди, с которых лепились образы, например Джузеппе Бонаюти.

3. Открыто сотрудничал с солидной фирмой-производителем — Кантагалли. 

Факты, свидетельствующие против невиновности Бастианини, следующие: 

1. Он не подписывал, точнее, не всегда подписывал произведения, в частности, бюст Данте Алигьери имеет авторскую подпись.

2. Искусственно старил работы. 

3. Не уточнял (не обозначал) своё авторство. Если учитывать известные отношения с антикваром Фреппой, то вину за умолчание легко можно приписать арт-дилеру. При этом сам факт подражания ренессансному искусству не относится к аргументам «против». Как отмечает А. Московиц, установка на подражание во Флоренции того времени была всеобщей, таковым было художественное образование, таким был арт-рынок.

Снятие противоречия и своеобразный итог полемике даёт исследование Тины Оджаль. Она предлагает взглянуть на ситуацию в геополитическом контексте. С одной стороны, становление скульптора происходило в период Рисорджименто, когда итальянцы строили своё национальное государство. Помимо великого искусства, флорентийцы могли внести вклад в общеитальянскую сокровищницу своим наследием гуманистов. С другой стороны, все это наблюдали уже оформившиеся в национальные государства французы, англичане, американцы. Ссылаясь на британского историка Джереми Блэка, Т. Оджал пишет, что иностранные коллекционеры оправдывали свои покупки итальянского искусства, утверждая, что сами итальянцы не будут ценить и заботиться о художественном наследии должным образом, а также не смогут унаследовать своё прошлое. Можно сказать, что это была позиция государства, так как в итоге шедевры оказывались в главных национальных музеях Франции, Британии и Америки. То есть итальянцы, не имеющие своего государства, дважды не достойны своего искусства как те, кто не может оценить и сохранить, как те, кто не может длить традицию, вдохновляться ею. В таком контексте подделки Бастианини выглядят совершенно иначе. Во-первых, скульптор объединил наследие флорентийцев; в ренессансной манере он создавал бюсты гуманистов Данте Алигьери (?-1321), Джироламо Савонаролы (1452—1498), Джироламо Бенивьени (1453—1542), Фичино Марсилио (1433—1499). Во-вторых, в коммерческо-политической игре итальянцев за своё культурное наследие Бастианини продемонстрировал, что итальянцы способны продолжать великое искусство и что знатоки-иностранцы не смогли отличить подлинные произведения от подделок. Ведь ресурсы иностранцев тратились на подделки, а подлинники оставались в Италии. Таким образом, Бастианини предстаёт настоящим обманщиком, но его цель — не нажива, а сохранение позиций итальянского искусства в игре национальных амбиций.

## Творчество
Остаётся открытым вопрос о значении творчества флорентийского скульптора. Всё творческое наследие скульптора можно разделить на три части. Первая — романтические композиции в духе времени. Одну из таких композиций «Нимфа и сатир» была готова приобрести великая княгиня Мария Николаевна. Вторая — портреты современников, возможно, самая оригинальная часть наследия. Третья — самая многочисленная, произведения стилизованные под ренессанс. Интересно, что в отличие от Лувра, Музей Виктории и Альберта после скандала сознательно приобрёл значительное количество произведений Бастианини как образец современной работы подлинно вдохновлённой лучшими образцами прошлого.

В настоящее время большинство работ Бастианини хранится в двух музеях: Галерее Уффици (Флоренция) и Музее Виктории и Альберта (Лондон), а также представлены в Лувре (Париж), Национальной галерее (Вашингтон), Филадельфийском музее искусств. В России произведения скульптора представлены в Государственном Эрмитаже (Санкт-Петербург), Тамбовской областной картинной галерее, тамбовские специалисты не сразу приняли авторство Бастианини как окончательное решение, надеясь, что их мраморный барельеф из более ранней эпохи;,  но сейчас в Госкаталоге он атрибутируется за Бастианини ; в Омске  , четыре мраморных барельефа в Научно-исследовательском музей при Российской академии художеств

### Произведения в коллекциях российских музеев
- Мужской портрет. Терракота. Бюст. Высота 55. Государственный Эрмитаж, происхождение: поступил в 1919 г. из Музея Общества поощрения художеств в Петрограде, подарен музею герцогом Николаем Лейхтенбергским, сыном великой княгини Марии Николаевны.[14]
- Мадонна с Младенцем и Иоанном Крестителем. Бронза. Рельеф. 39,5х21. Искусственная тёмно-коричневая патина. Государственный Эрмитаж, происхождение: поступил в 1931 г. из Музея Академия художеств в Ленинграде.
- Авторство под вопросом. Юный Иоанн Креститель. Терракота. Бюст. Высота 39. Государственный Эрмитаж, происхождение: поступил в 1885 г. из собрания А. П. Базилевского в Париже.
- Богоматерь с младенцем и двумя головами херувимов. 1855. Мрамор. Тамбовская картинная галерея.
- Бюст Марсилио Фичино. XIX век. Терракота. Выстота — 52,1. Музей имени М. А. Врубеля, происхождение: в 1928 г. из Ленинградского отделения Государственного музейного фонда.
- Дети перед храмом. 1861. Мрамор. Рельеф. 41х79х11. Музей Российской академии художеств[20]
- Дети у мольберта. 1861. Мрамор. Рельеф. 40х79х12 (40х82х12 c пиронами). Научно-исследовательский музей при Российской академии художеств[21]
- Танцующие и играющие дети. 1861. Мрамор. Рельеф. 41х82х9,5 см. Научно-исследовательский музей при Российской академии художеств[22]
- Дети у жертвенника. 1861. Мрамор. Рельеф. 41х81х9 см. Научно-исследовательский музей при Российской академии художеств[23]

## Галерея

### неоренессансные произведения

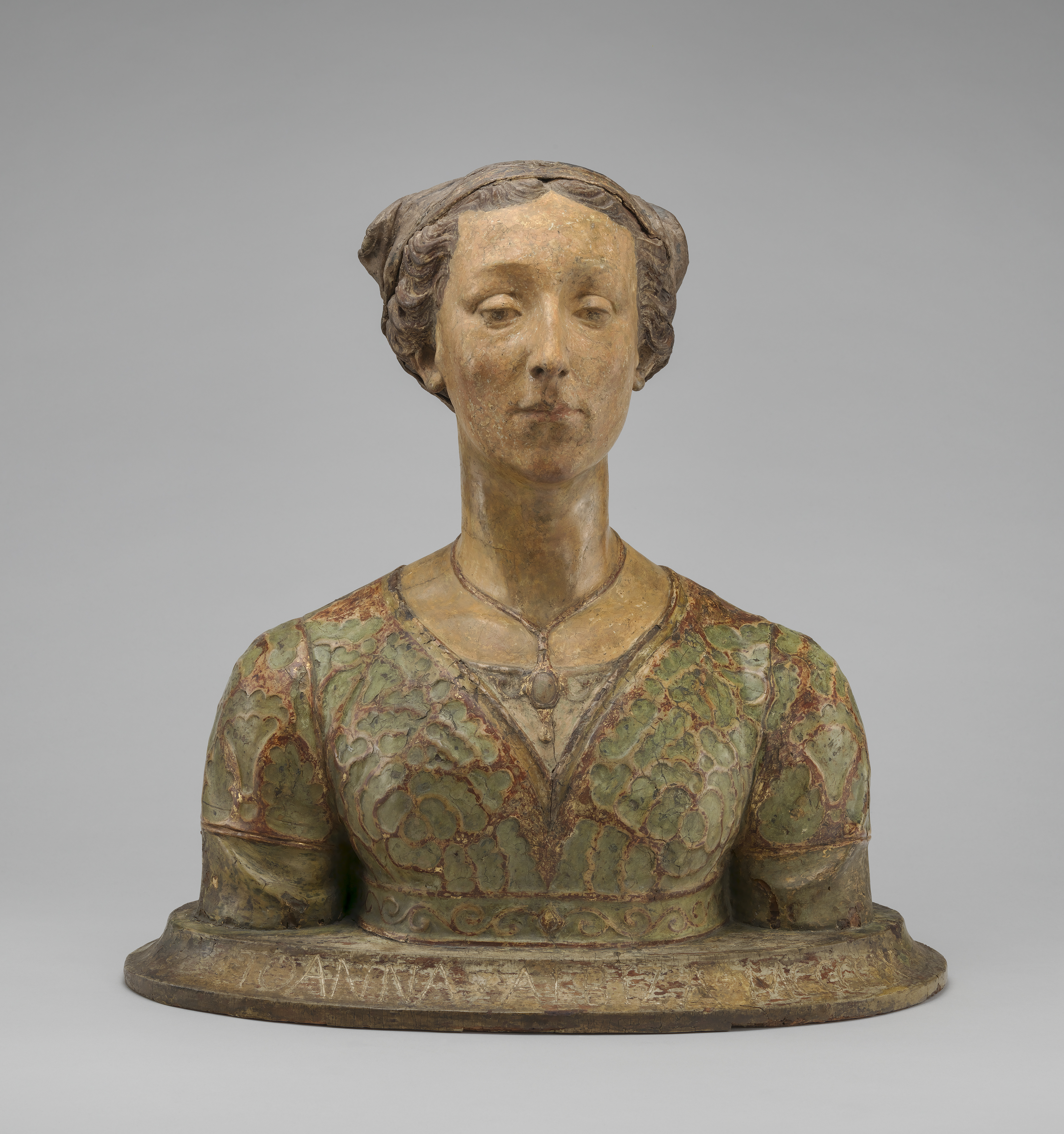
Портрет леди, Джованна Албицци. Около 1860. Дерево. Национальная галерея искусства (Вашингтон). Инв. № 1937.1.129
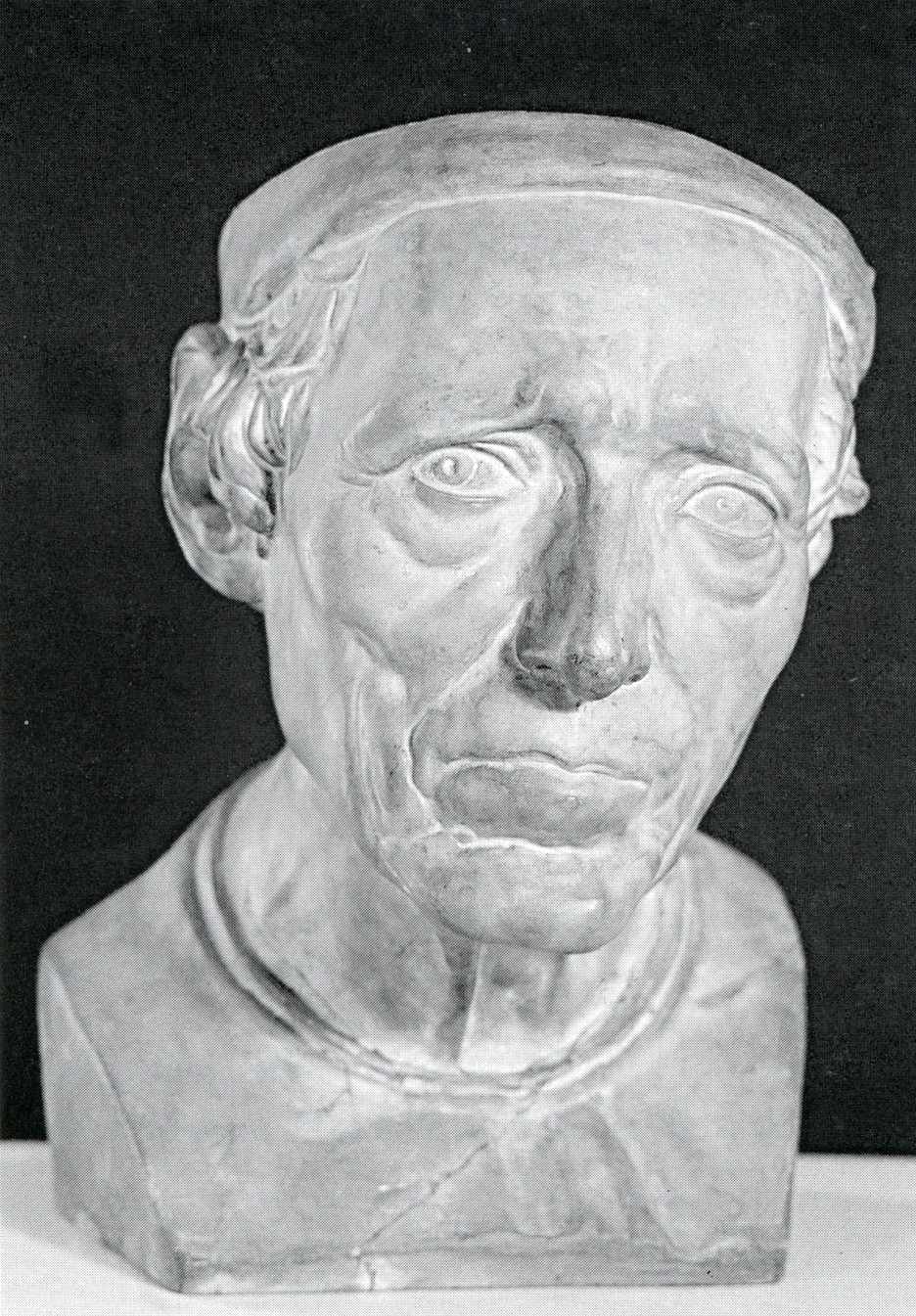
Бюст Джироламо Бенивьени. 1863. 32 x 19,7. Национальный музей изящных искусств (Буэнос-Айрес). Инв. № 3670.
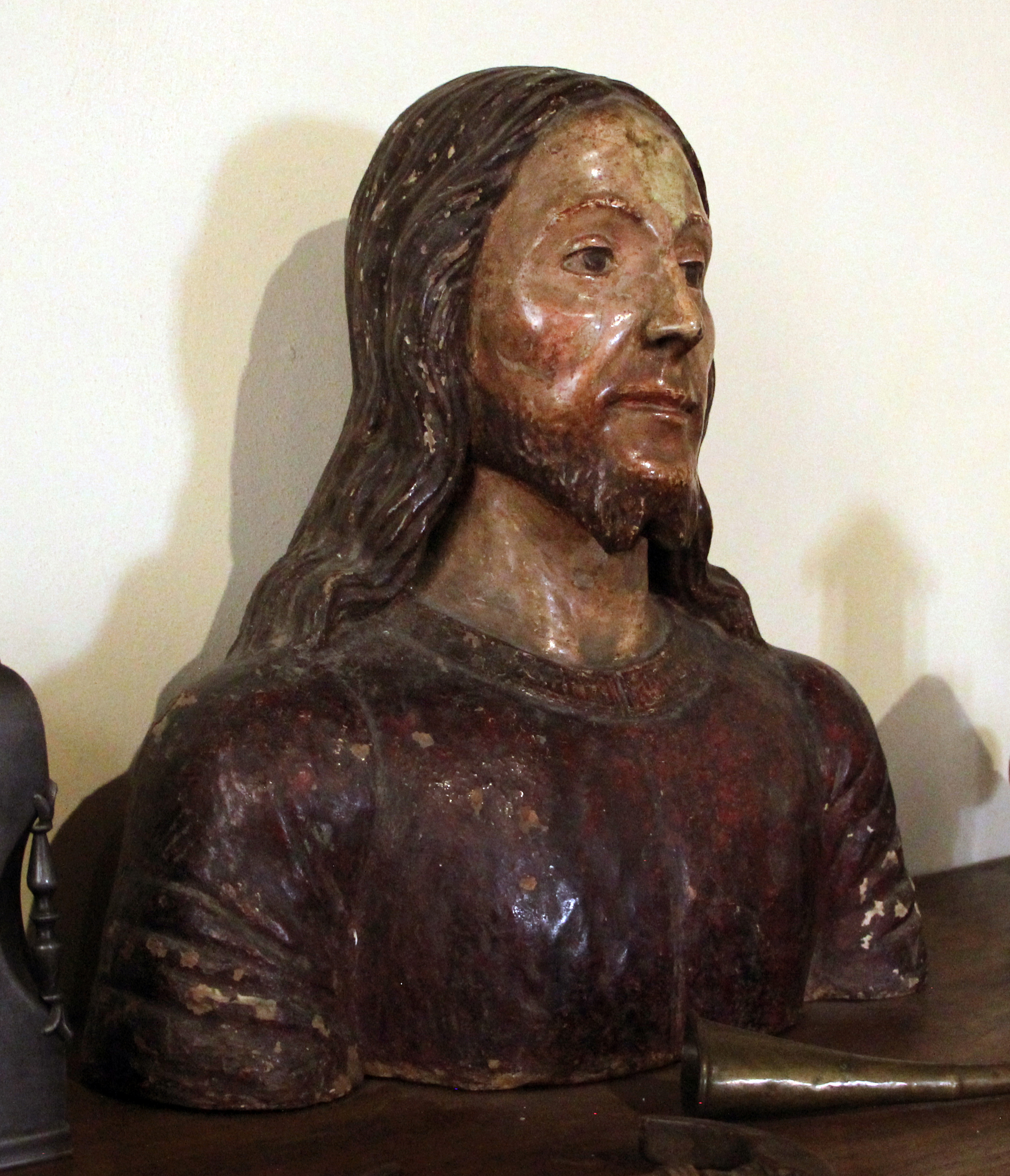
Бюст Искупителя в неоренессансной манере. Коллекции Дома-музея Ивана Бруски (Ареццо)
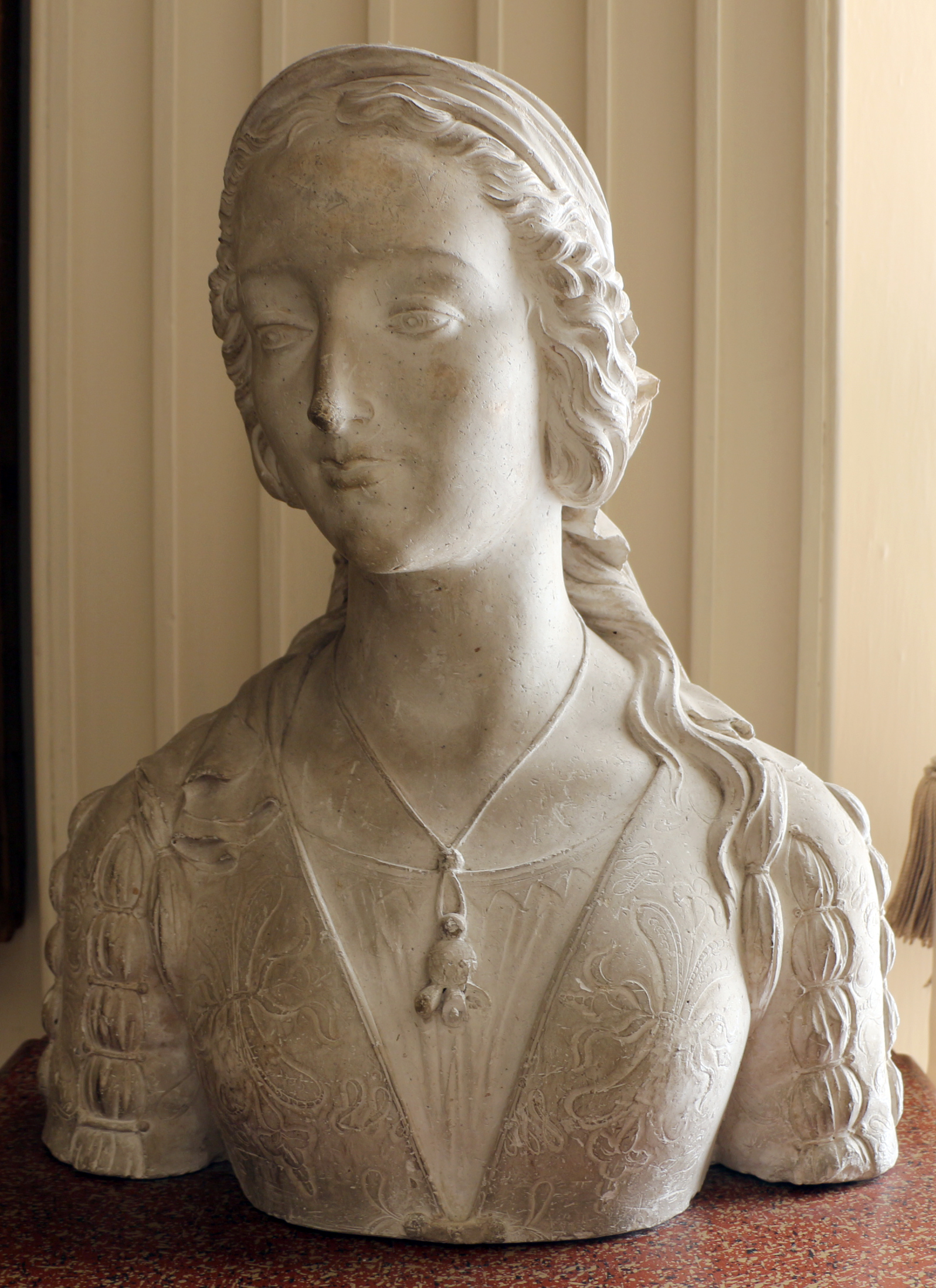
Джиневры де Бенчи. Середина XIX века. Гипс тонированный. Высота 51. Галерея современного искусства, Флоренция. Инв. № 616
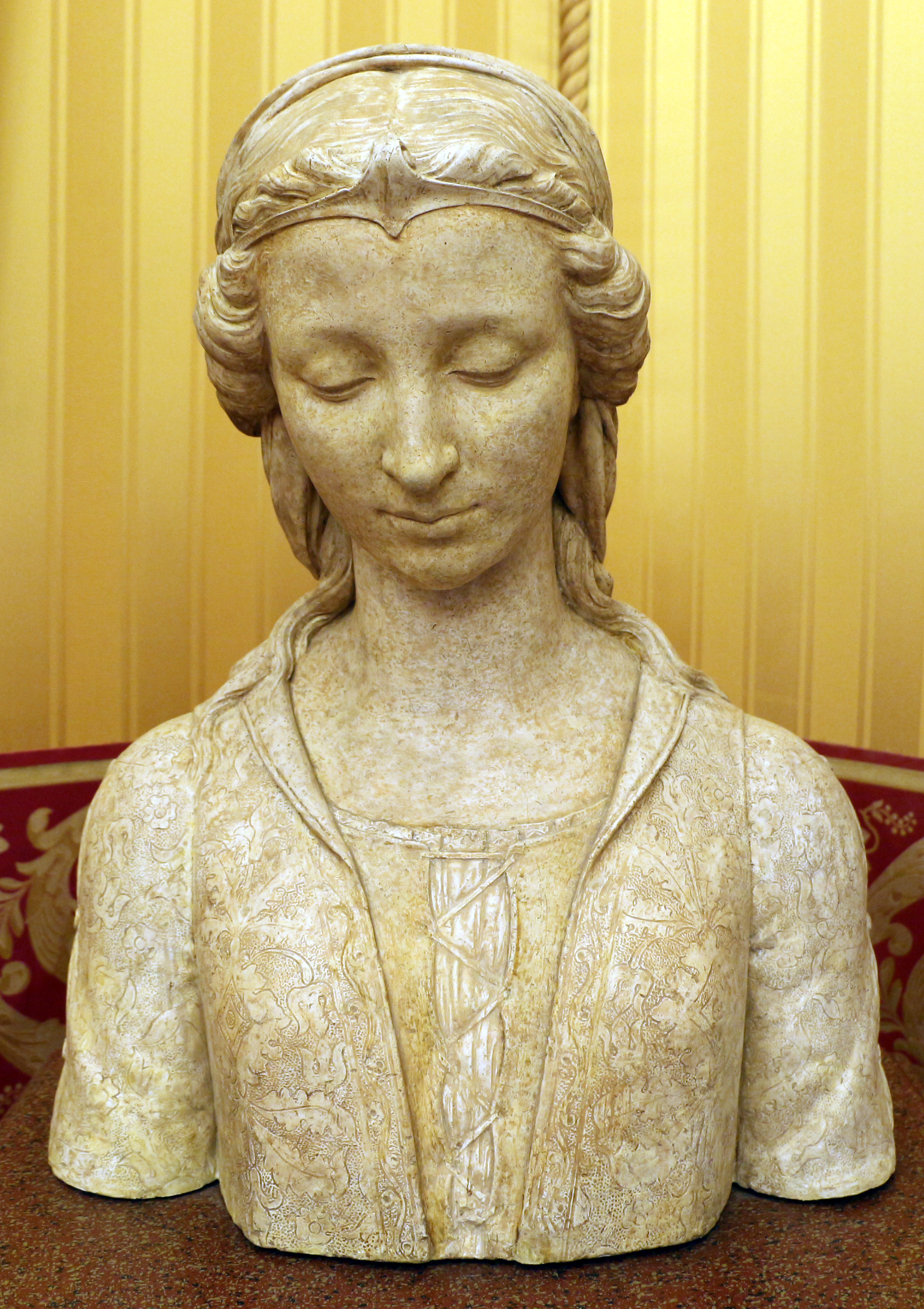
бюст Пиккарды Донати. Середина XIX века. Гипс тонированный. Высота 53,5;
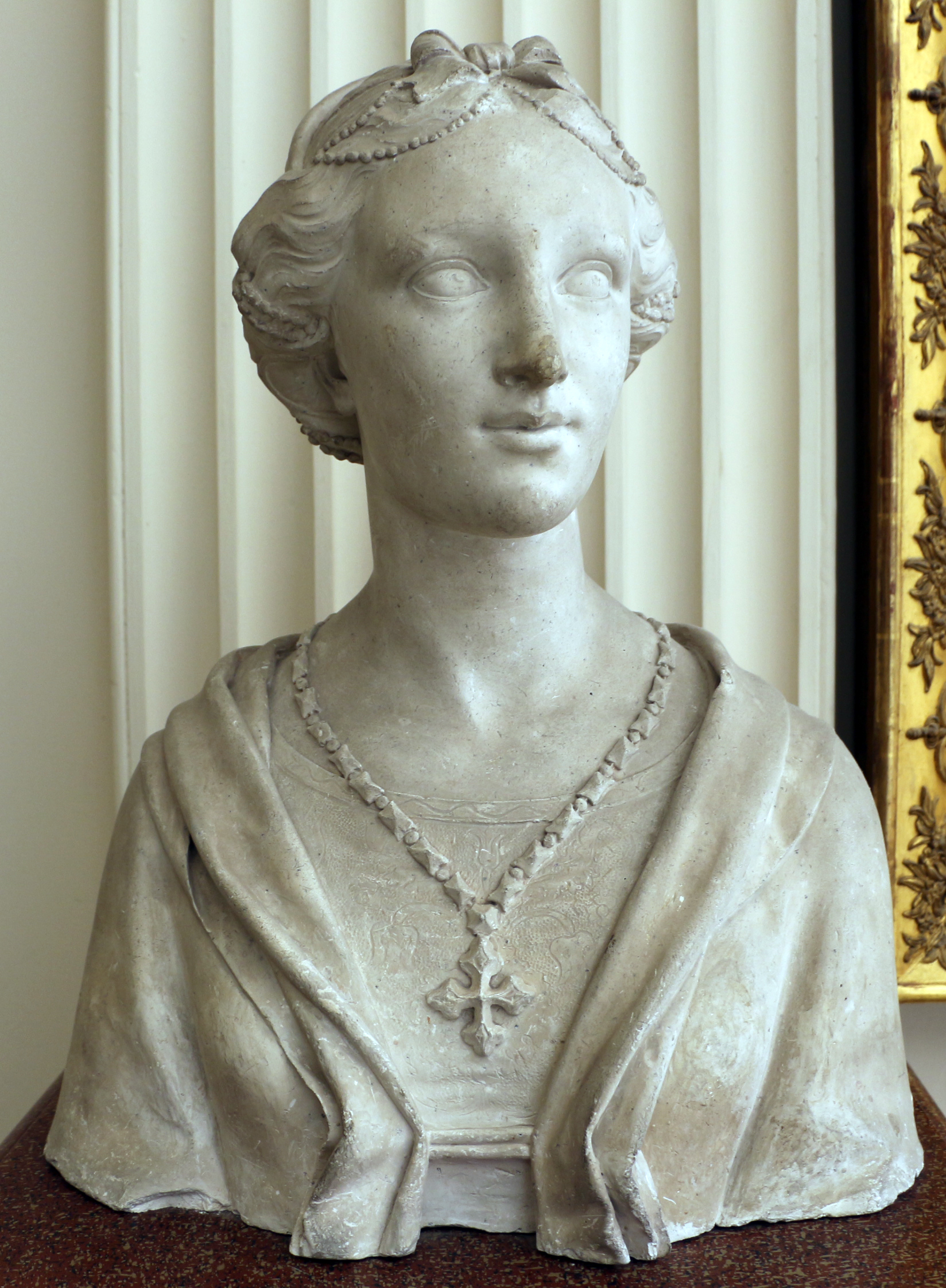
Бюст Джованны дельи Альбизи Торнабуони. 1855. Гипс. Высота 57. Галерея современного искусства, Флоренция. Инв. № 617
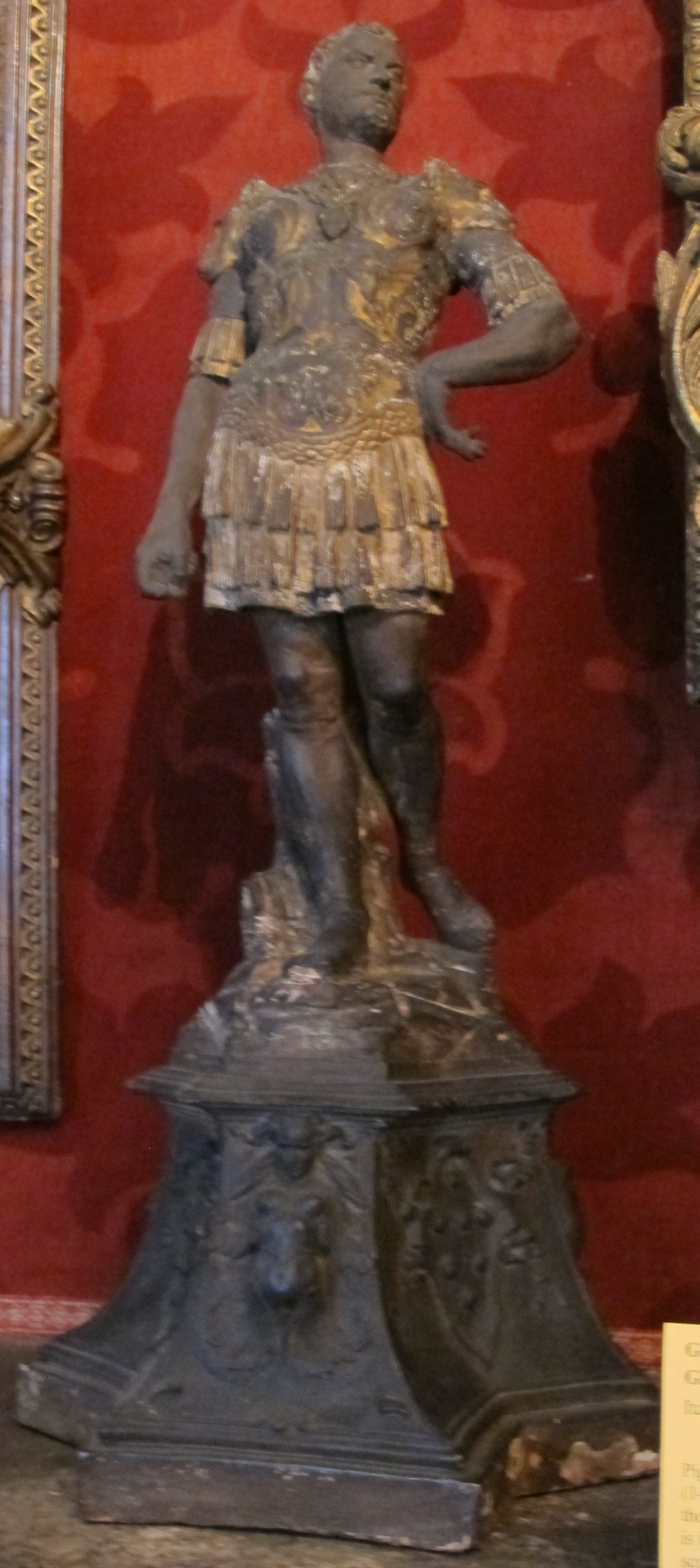
Джованни делле Банде Нере
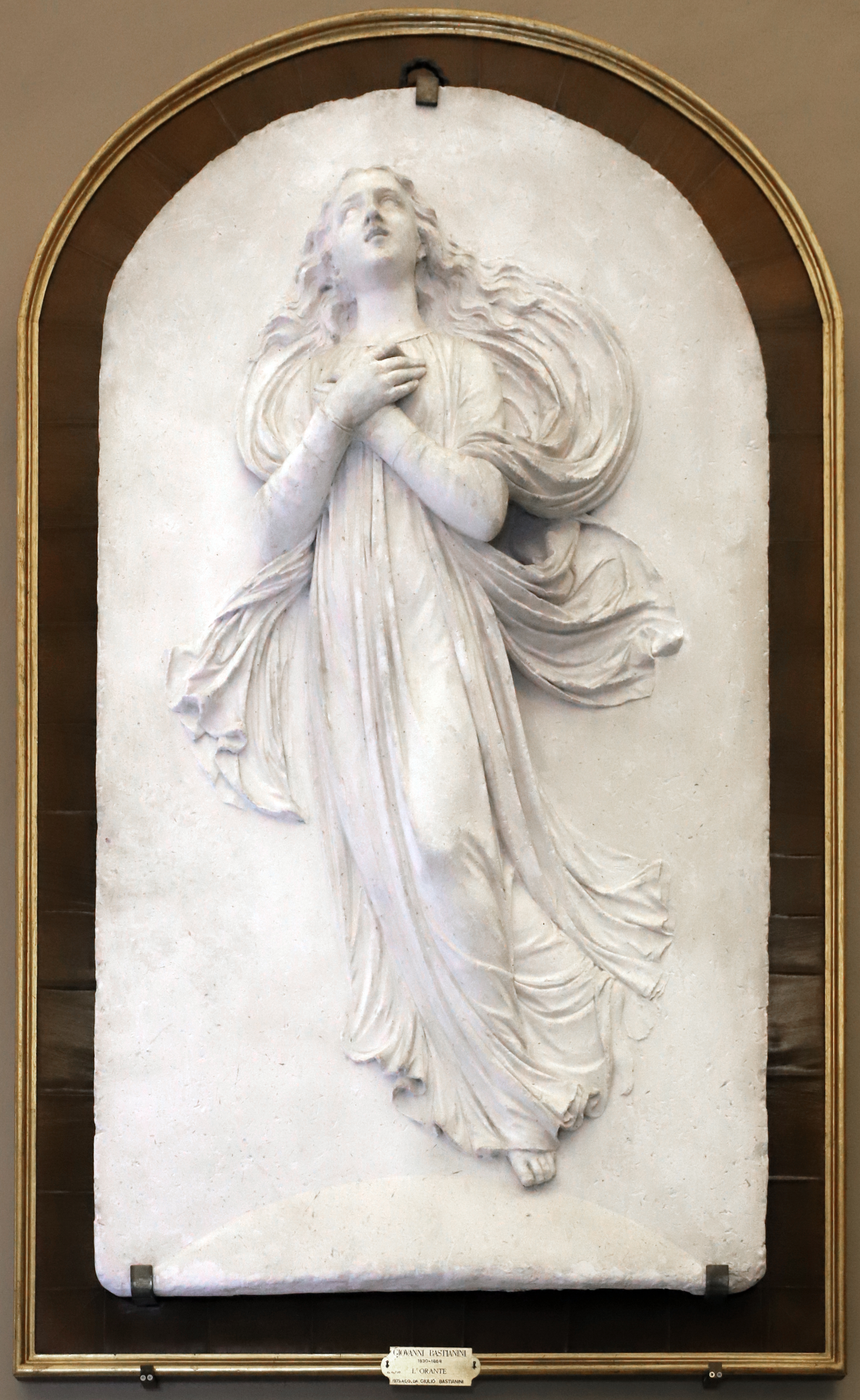
Эскиз надгробного рельефа для Констанцы жены банкира Орацио Холла в церкви Майано. 1859. Гипс. Инв.  № 622
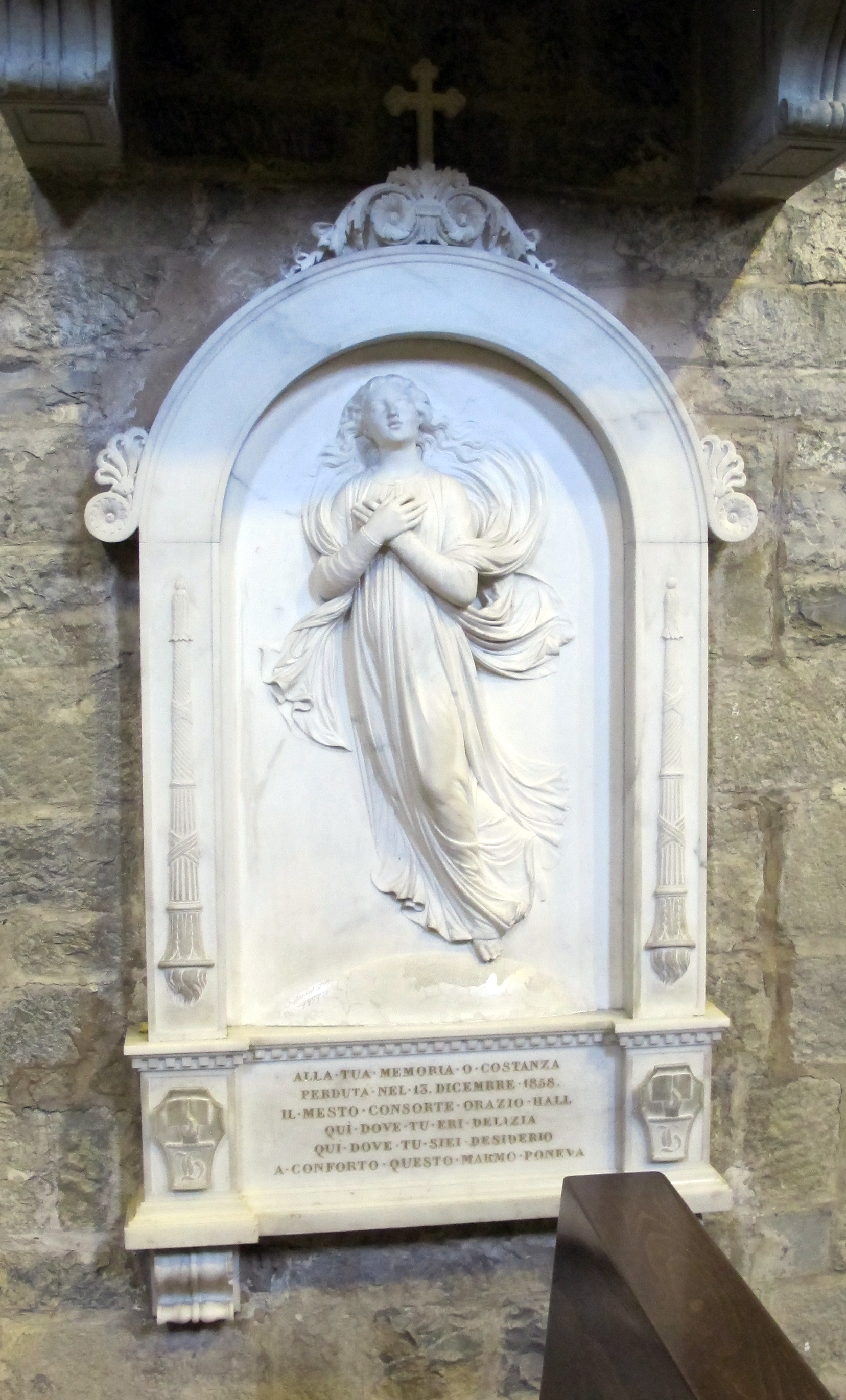
Надгробие Констанцы Холл в церкви Майано. 1859. Мрамор. 190×86.

### портреты современников

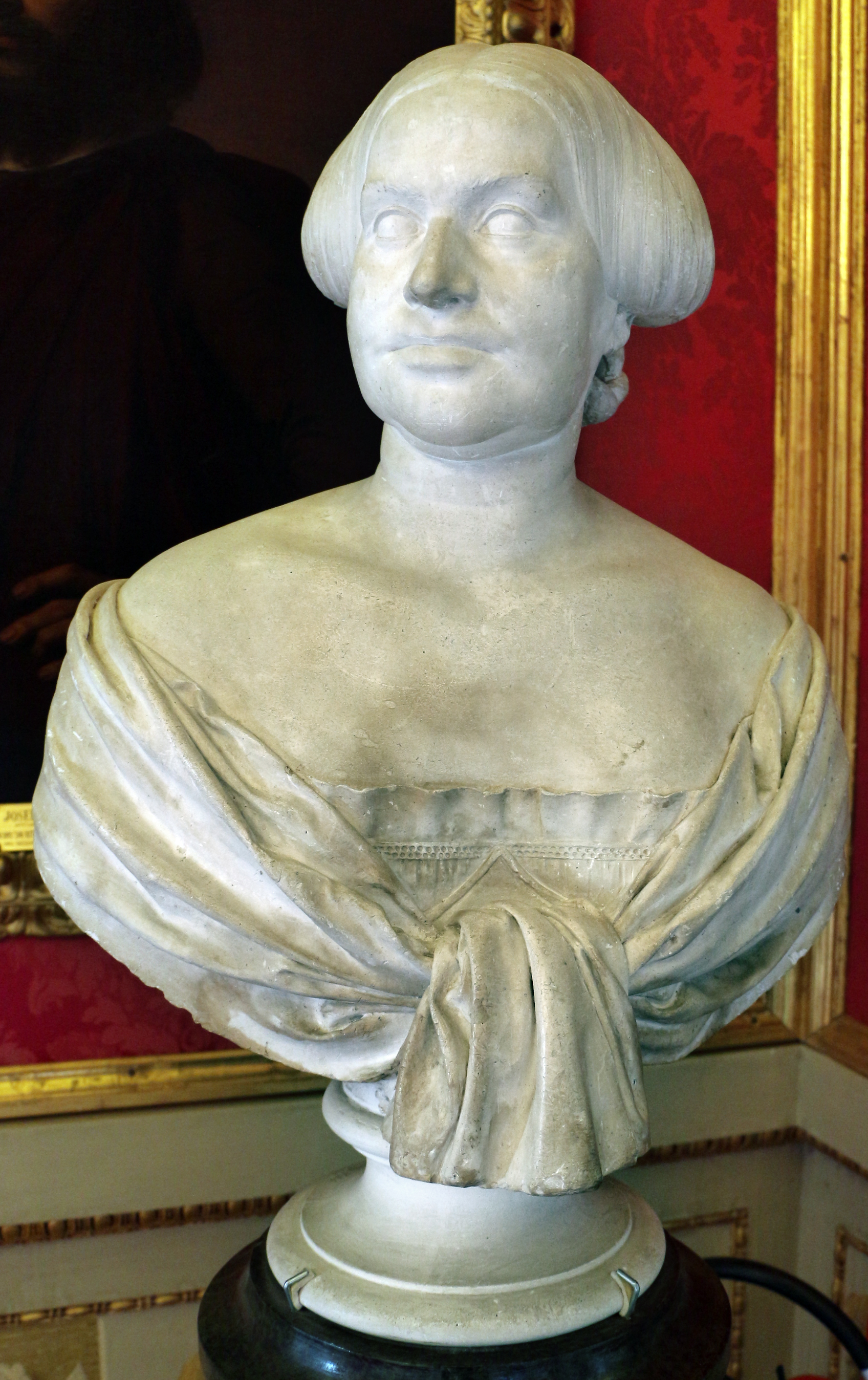
Портрет госпожи Элеоноры Пандольфини Ненчини. 1859. Гипс. Высота 58. Галерея современного искусства, Флоренция. Инв. 618
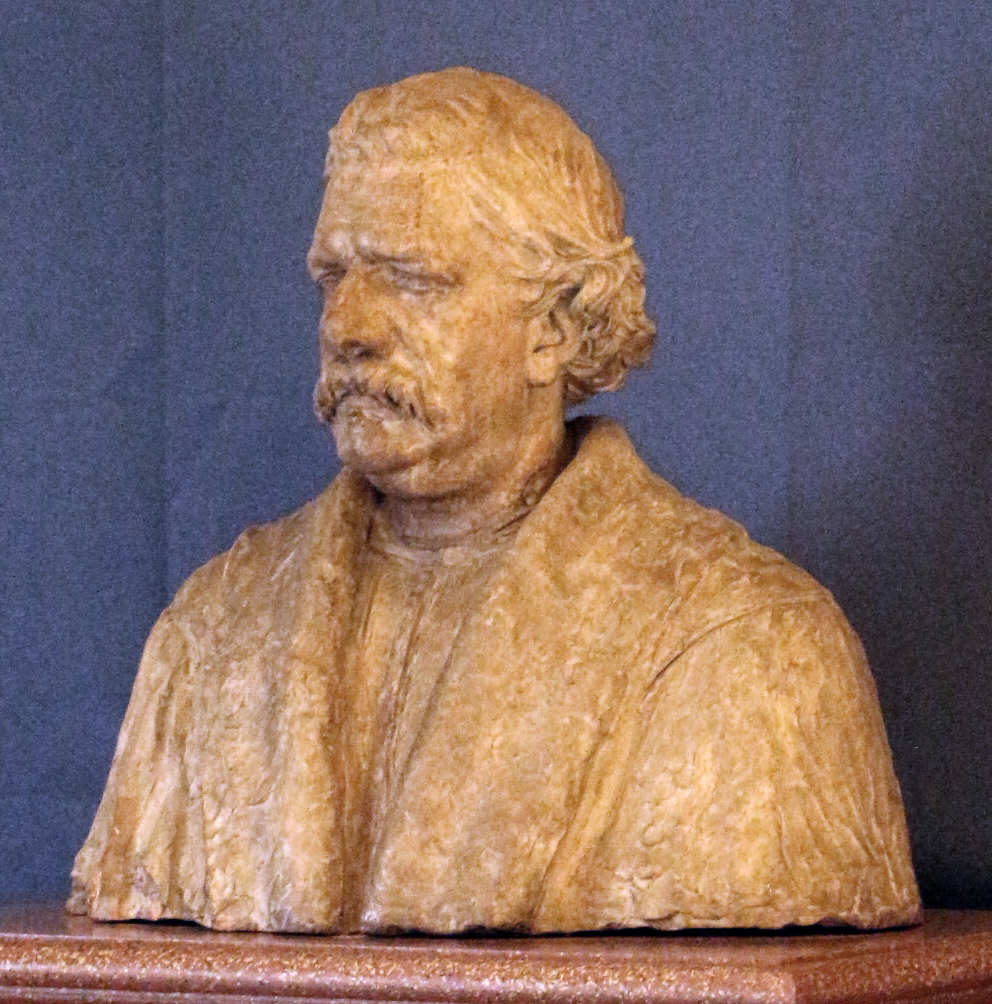
Портрет сенатора Филиппо Антонио Гуальтерио. 1868. Терракота патинированная. Высота 60. Галерея современного искусства, Флоренция. Инв. № 584

### романтические произведения

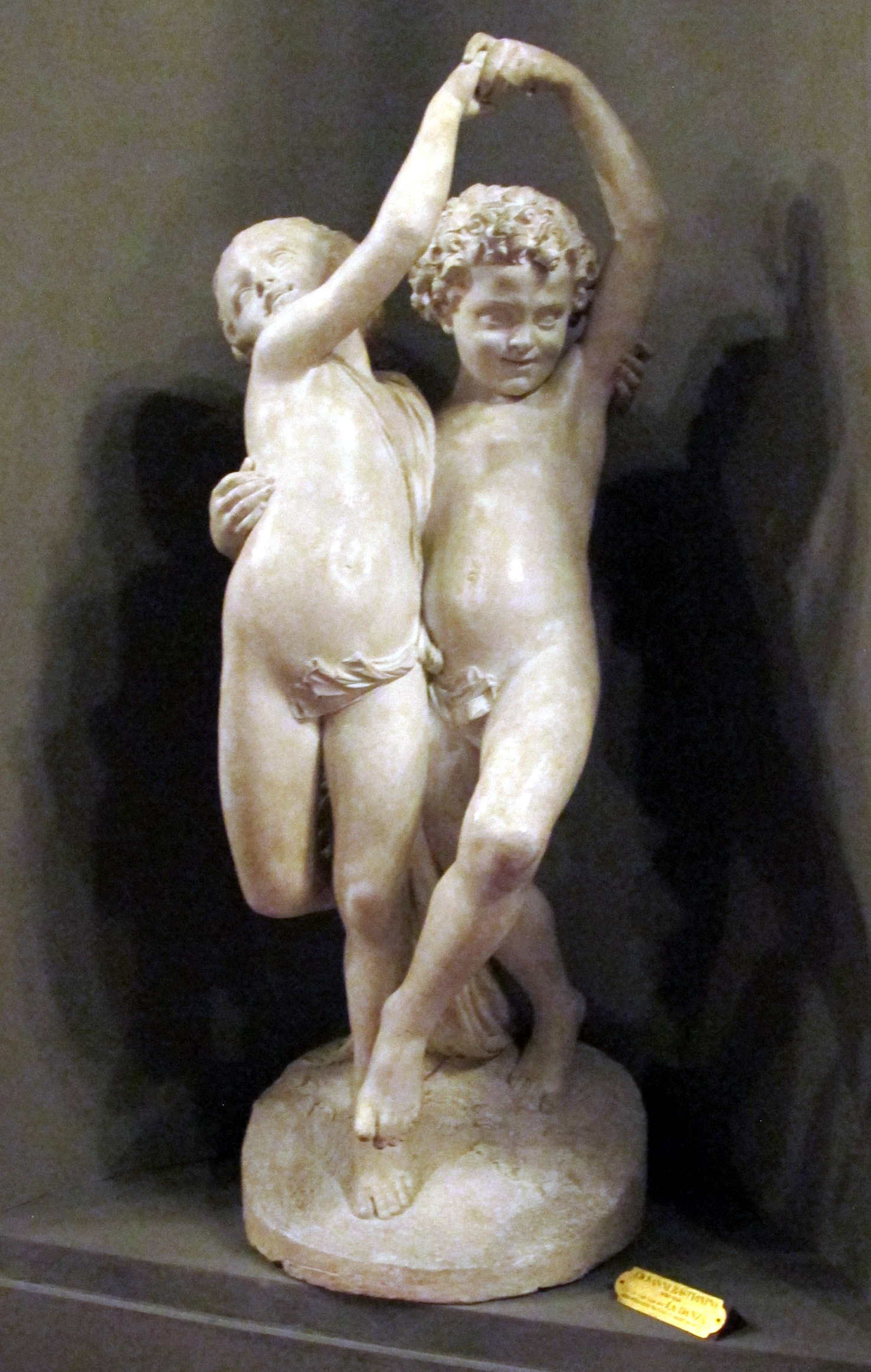
Два танцующих фавна. 1856. Гипс. Галерея современного искусства, Флоренция. Инв. № 619
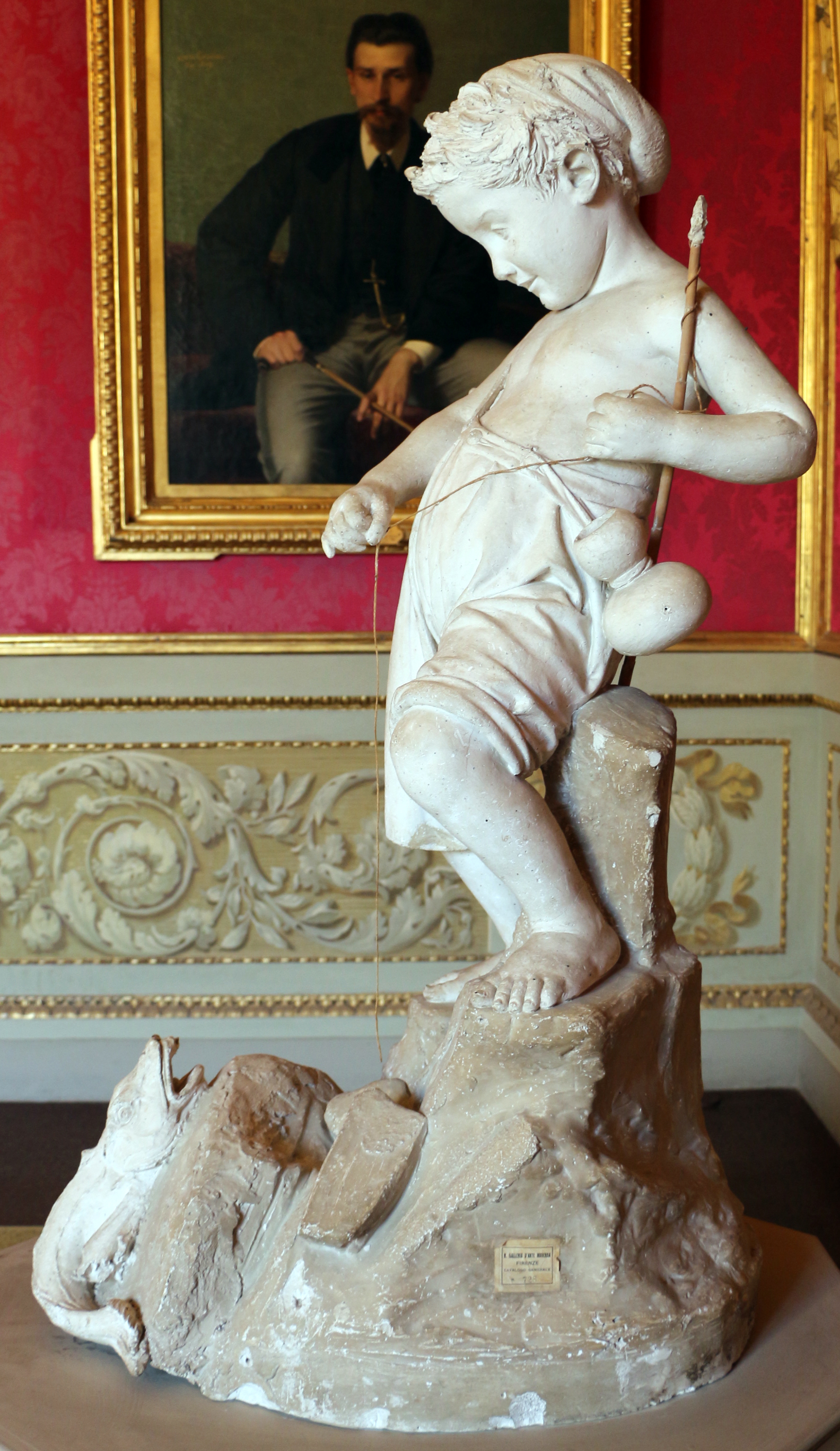
Рыбак. 1858. Гипс, проволока. Высота 116. Галерея современного искусства, Флоренция. Инв. № 620